# Sandbach
Sandbach è una cittadina di 17 630 abitanti della contea del Cheshire, in Inghilterra.
La cittadina era l'ufficio centrale di Foden e ERF, due costruttori di autocarri britannici storici.